# سلمر (تنسی)
سلمر(به انگلیسی: Selmer) شهری در ایالت تنسی کشور ایالات متحده آمریکا است که جمعیت آن در سرشماری سال ۲۰۱۰ میلادی، ۴٬۳۹۶ نفر بوده‌است.